# زیر تیغ
زیر تیغ نام مجموعه تلویزیونی است که از نیمه دوم سال ۱۳۸۵ از شبکه یک پخش گردید.

## بازیگران
- پرویز پرستویی
- فاطمه معتمدآریا
- آتیلا پسیانی
- کوروش تهامی
- الهام حمیدی
- سیاوش طهمورث
- هوشنگ توکلی
- فریبا جدی‌کار
- شبنم مقدمی
- رامین راستاد
- نگار جواهریان
- بهمن دان
- معصومه آقاجانی
- ترلان پروانه
- غزل صارمی

## تحلیل و دست‌آوردها
مجموعه تلویزیونی زیر تیغ یکی دیگر از ساخته‌های تلویزیونی محمدرضا هنرمند بود که فیلمنامهٔ آن را علی‌اکبر محلوجیان نوشت و حسین علیزاده نیز آهنگسازی آن را بر عهده داشت. وجود بازیگرانی چون پرویز پرستویی و فاطمه معتمدآریا نیز عاملی برای جذب تماشاگر برای این فیلم به‌شمار می‌رفت. این مجموعه، در جشنواره تولیدات تلویزیونی رم شرکت کرد که از پنج جایزه جشنواره، دو جایزه را به خود اختصاص داد. در این جشنواره که برنامه‌های تلویزیونی متعددی از کشورهای مختلف از جمله آمریکا، ایتالیا، ژاپن، انگلستان شرکت داشتند پرویز پرستویی به عنوان بهترین بازیگر مرد و محمدرضا هنرمند به عنوان بهترین کارگردان برگزیده شدند.

### دهمین دوره جشن حافظ
| قسمت                             | نامزد            | نتیجه    |
| -------------------------------- | ---------------- | -------- |
| بهترین مجموعه تلویزیونی          | محمدعلی اسلامی   | نامزدشده |
| بهترین کارگردانی تلویزیونی       | محمدرضا هنرمند   | برنده    |
| بهترین فیلمنامه تلویزیونی        | علی‌اکبر محلوجیان | نامزدشده |
| بهترین بازیگر مرد درام تلویزیونی | آتیلا پسیانی     | نامزدشده |
| بهترین بازیگر مرد درام تلویزیونی | پرویز پرستویی    | نامزدشده |
| بهترین بازیگر مرد درام تلویزیونی | هوشنگ توکلی      | نامزدشده |
| بهترین بازیگر زن درام تلویزیونی  | الهام حمیدی      | برنده    |
| بهترین بازیگر زن درام تلویزیونی  | فاطمه معتمدآریا  | نامزدشده |